# Darija Koestova
Darija Andrejevna Koestova (Wit-Russisch: Дар'я Андрэеўна Кустава , Russisch: Дарья Андреевна Кустова ) (Moskou, 29 mei 1986) is een voormalig tennisspeelster uit Wit-Rusland. Zij was actief in het proftennis van 2000 tot en met 2012.

## Loopbaan
In het enkelspel won zij zeven ITF-titels in de periode 2007–2009. Haar hoogste positie op de WTA-ranglijst is de 117e plaats, die zij bereikte in januari 2010.
Koestova behaalde in het dubbelspel betere resultaten dan in het enkelspel. Naast 28 ITF-titels won zij ook een WTA-toernooi in Palermo (2007), samen met Marija Koryttseva. Twee jaar later bereikte zij met dezelfde partner in Palermo nogmaals de finale – deze wist zij niet winnend af te sluiten. In 2008 vertegenwoordigde zij Wit-Rusland op de Olympische spelen in Peking – samen met Volha Havartsova bereikte zij de tweede ronde. Haar beste resultaat op de grandslamtoernooien is het bereiken van de derde ronde, op Wimbledon 2008, samen met Akgul Amanmuradova. Haar hoogste positie op de WTA-ranglijst is de 66e plaats, die zij bereikte in juli 2008.
In de periode 2004–2012 maakte Koestova deel uit van het Wit-Russische Fed Cup-team – zij behaalde daar een winst/verlies-balans van 11–4.

## Posities op deWTA-ranglijst
Positie per einde seizoen:
| jaar | rang enkelspel | rang dubbelspel |
| ---- | -------------- | --------------- |
| 2000 | 1008           | 585             |
| 2001 | 713            | 585             |
| 2002 | 388            | 229             |
| 2003 | 558            | 143             |
| 2004 | 548            | 186             |
| 2005 | 506            | 163             |
| 2006 | 357            | 170             |
| 2007 | 189            | 83              |
| 2008 | 420            | 104             |
| 2009 | 121            | 71              |
| 2010 | 161            | 74              |
| 2011 | 699            | 235             |
| 2012 | 758            | 309             |

## Palmares
| Legenda                | Legenda                  |
| ---------------------- | ------------------------ |
| Grandslamtoernooi      |                          |
| Olympische Spelen      |                          |
| Year-End Championships |                          |
| tot 2009               | 2009 – 2020 / vanaf 2021 |
| Tier I                 | Premier Mandatory        |
| Tier II                | Premier Five / WTA 1000  |
| Tier III               | Premier / WTA 500        |
| Tier IV & V            | International / WTA 250  |
|                        | Challenger / WTA 125     |

### WTA-finaleplaatsen vrouwendubbelspel
| nr.              | finale     | toernooi    | ondergrond | partner           | tegenstandsters                                    | score    |         |
| ---------------- | ---------- | ----------- | ---------- | ----------------- | -------------------------------------------------- | -------- | ------- |
| gewonnen finales |            |             |            |                   |                                                    |          |         |
| 1.               | 2007-07-22 | WTA Palermo | gravel     | Marija Koryttseva | Alice Canepa Karin Knapp                           | 6-4, 6-1 | details |
| verloren finales |            |             |            |                   |                                                    |          |         |
| 1.               | 2009-07-18 | WTA Palermo | gravel     | Marija Koryttseva | Nuria Llagostera Vives María José Martínez Sánchez | 1-6, 2-6 | details |

## Resultaten grandslamtoernooien
| Legenda | Legenda                          |
| ------- | -------------------------------- |
| g.t.    | geen toernooi gehouden           |
| l.c.    | lagere categorie                 |
| –       | niet deelgenomen                 |
| G       | uitgeschakeld in de groepsfase   |
| 1R      | uitgeschakeld in de eerste ronde |
| 2R      | uitgeschakeld in de tweede ronde |
| 3R      | uitgeschakeld in de derde ronde  |
| 4R      | uitgeschakeld in de vierde ronde |
| KF      | uitgeschakeld in de kwartfinale  |
| HF      | uitgeschakeld in de halve finale |
| F       | de finale verloren               |
| W       | het toernooi gewonnen            |
| w-v     | winst/verlies-balans             |

### Vrouwendubbelspel
| Toernooi        | 2004 |    | 2008 | 2009 | 2010 | 2011 | 2012 |
| --------------- | ---- | -- | ---- | ---- | ---- | ---- | ---- |
| Australian Open | –    | 2R | –    | 1R   | 1R   | –    |      |
| Roland Garros   | 1R   | 1R | –    | 1R   | 1R   | 1R   |      |
| Wimbledon       | –    | 3R | –    | 1R   | –    | –    |      |
| US Open         | –    | 1R | 1R   | 2R   | –    | –    |      |